# 265 هـ
265 هـ هي سنة في التقويم الهجري امتدت مقابلةً في التقويم الميلادي بين سنتي 878 و879.

## وفيات
- محمد بن عثمان العمري

- صالح بن أحمد بن حنبل
- عثمان بن سعيد العمري